# Spoorlijn Lens - Ostricourt
De Spoorlijn Lens - Ostricourt is een Franse spoorlijn van Lens naar Ostricourt. De lijn is 15,5 km lang en heeft als lijnnummer 284 000.

## Geschiedenis
De lijn werd aangelegd door de Compagnie des chemins de fer du Nord en geopend op 6 oktober 1860. 

## Treindiensten
De SNCF verzorgt het personenvervoer op dit traject met TER treinen.
| Serie | Treinsoort | Route                              | Bijzonderheden |
| ----- | ---------- | ---------------------------------- | -------------- |
| C 41  | TER (SNCF) | Lille-Flandres – Libercourt – Lens |                |
| P 42  | TER (SNCF) | Douai – Ostricourt – Lens          |                |

## Aansluitingen
In de volgende plaatsen is of was er een aansluiting op de volgende spoorlijnen:
Lens
RFN 281 000, spoorlijn tussen Lens  en Corbehem
RFN 283 300, lus van Méricourt
RFN 286 000, spoorlijn tussen Lens en Don-Sainghin
RFN 301 000, spoorlijn tussen Arras en Dunkerque
RFN 301 301, raccordement van Avion
RFN 301 610, stamlijn tussen Lens en Liévin
Pont-de-Sallaumines
RFN 284 306, raccordement van Sallaumines
lijn tussen Pont-de-Sallaumines en Carvin
Hénin-Beaumont
RFN 285 000, spoorlijn tussen Hénin-Beaumont en Bauvin-Provin
Dourges
RFN 284 620, stamlijn Lens
RFN 284 621, stamlijn Ostricourt
Ostricourt
RFN 272 000, spoorlijn tussen Paris-Nord en Lille
RFN 284 311, raccordement van Libercourt

## Elektrische tractie
De lijn werd in 1957 geëlektrificeerd met een spanning van 25.000 volt 50 Hz.